# GRASS ARC.
GRASS ARC.（グラス・アーク）は、上峰芹（本名：甲斐英光、Vo）、早灘圭志（本名：高橋邦男、Dr）、上野幸司（G）、途中加入の脇田啓行（B）から成るロックバンドである。1999年7月まではGRASS ARCADE(グラス・アーケード）の名前で活動していた。

## 来歴
高校時代の友人同士であった甲斐と高橋が1998年初頭に友人のギタリストと路上ライブを始めたのが結成のきっかけであり、その後、夏頃にギタリストの上野と共に活動するようになり、GRASS ARCADE（グラス・アーケード）が誕生する。大阪・心斎橋や難波を中心に路上ライブを行い、中でもアメリカ村三角公園でのライブでは多くの人を集める。
秋には自主制作のカセットの販売を開始し、徐々に固定ファンを獲得していった彼らの路上ライブが読売テレビの関係者の目に留まり、デビュー前にタイアップが決まる。それがアニメ『金田一少年の事件簿』のオープニングテーマとなった『BRAVE』であり、同曲で1999年2月10日メジャーデビューし、この曲がスマッシュヒットとなる。そして1999年6月23日に2nd Single『Butterfly』をリリースし、TVやRadio等の出演も積極的に行う。メジャーデビュー直後にIndiesでもMini Album『!』をリリースしている。
その後1999年9月に、GRASS ARC.とユニット名を変え、脇田啓行（B）が加入。メジャー第一弾Album『sing-a-horic』の発表に向け、積極的に制作活動をしていたが、Albumの完成間近となって方向性の再検討と共に再制作に取りかかることになる。脇田の脱退後、GRASS ARC.自体の活動も停止し、『sing-a-horic』は幻のアルバムとなる。その為、GIZA studio第1号アーティストの中では最も早く、また作品数も少ないまま（他の二組はオリジナルアルバムを発表している）活動を停止した事になる。メンバーは脇田以外ビーイングから離脱することとなる。
デビュー15周年を迎えた2014年2月8日、扇町para-dice（大阪）でGRASS ARCADE名義でライブを行う。
メンバーは甲斐（Vo）と高橋（Dr）の2名に、サポートメンバーからなる編成で演奏し、オリジナルメンバーの上野（G）は不参加であった。
[セットリスト]
1 Butterfly（2nd Single）
2 素顔のままで（未発表曲 ※1999年のTOKYO FM出演時にアコースティックで演奏されたことがある）
3 君のいる風景（1st Single「BRAVE」カップリング曲をバンドバージョンで演奏）
4 BRAVE（1st Single）

## メンバー
- 上峰芹(かみみね・せり)

本名は甲斐英光。ボーカル担当。
- 早灘圭志(さなだ・けいし)

本名は高橋邦男。ドラム、コーラスなどを担当。
- 上野幸司(うえの・こうじ)

ギターを担当。元GRAND COLOR STONE。
- 脇田啓行(わきた・ひろゆき)

ベースを担当。活動休止後、「New Cinema 蜥蜴」（2002年に解散）に途中加入。New Cinema蜥蜴解散後は「ELF」にも参加した。

## ディスコグラフィー

### シングル
| 枚  | 発売日        | タイトル  | 規格品番            | 収録曲                 | 作詞             | 作曲             | 編曲                   | 順位 |
| --- | ------------- | --------- | ------------------- | ---------------------- | ---------------- | ---------------- | ---------------------- | ---- |
| 1st | 1999年2月10日 | BRAVE     | GZCA-1002 GZDA-1002 | BRAVE                  | 早灘圭志         | 上峰芹           | 古井弘人               | 36位 |
| 1st | 1999年2月10日 | BRAVE     | GZCA-1002 GZDA-1002 | SO LONG                | 早灘圭志・上峰芹 | GRASS ARCADE     | GRASS ARCADE           | 36位 |
| 1st | 1999年2月10日 | BRAVE     | GZCA-1002 GZDA-1002 | 君のいる風景           | 上峰芹           | 上峰芹           |                        | 36位 |
| 2nd | 1999年6月23日 | Butterfly | GZDA-1007           | Butterfly              | 早灘圭志・上峰芹 | GRASS ARCADE     | 古井弘人・GRASS ARCADE |      |
| 2nd | 1999年6月23日 | Butterfly | GZDA-1007           | いつかこの道の果てまで | 早灘圭志         | 上峰芹・上野幸司 | 古井弘人・GRASS ARCADE |      |

### アルバム

#### インディーズミニアルバム
| 枚  | 発売日        | タイトル | 規格品番 | 収録曲                       | 作詞             | 作曲           | 編曲         | 備考                       |
| --- | ------------- | -------- | -------- | ---------------------------- | ---------------- | -------------- | ------------ | -------------------------- |
| 1st | 1999年2月16日 | !        | UCR-001  | バン! バン! バン!            | かまやつひろし   | かまやつひろし | GRASS ARCADE | 「ザ・スパイダース」カバー |
| 1st | 1999年2月16日 | !        | UCR-001  | 抱きしめたい                 | 松本隆           | 大滝詠一       | GRASS ARCADE | 「はっぴいえんど」カバー   |
| 1st | 1999年2月16日 | !        | UCR-001  | SO LONG                      | 上峰芹・早灘圭志 | GRASS ARCADE   | GRASS ARCADE | 「BRAVE」c/wバージョン違い |
| 1st | 1999年2月16日 | !        | UCR-001  | BLOOD                        | 早灘圭志         | 上峰芹         | GRASS ARCADE | 「BRAVE」の原曲            |
| 1st | 1999年2月16日 | !        | UCR-001  | 君のいる風景(Live at 心斎橋) | 上峰芹           | 上峰芹         |              | 路上音源                   |

#### メジャーアルバム
| 枚  | 発売日        | タイトル     | 規格品番  | 備考     |
| --- | ------------- | ------------ | --------- | -------- |
| 1st | 1999年7月28日 | Sing-a-horic | GZCA-1010 | 発売中止 |

## タイアップ一覧
| 使用年       | 曲名      | タイアップ                                                                                |
| ------------ | --------- | ----------------------------------------------------------------------------------------- |
| GRASS ARCADE |           |                                                                                           |
| 1998年       | BRAVE     | 読売テレビ・日本テレビ系アニメ『金田一少年の事件簿』オープニングテーマ（第70話 - 第83話） |
| 1999年       | Butterfly | 福岡放送・日本テレビ系『所的蛇足講座』エンディングテーマ                                  |